# Andrew M. Allen
Andrew Michael „Andy“ Allen (* 4. August 1955 in Philadelphia, Pennsylvania, USA) ist ein ehemaliger US-amerikanischer Astronaut. Bei seinen ersten zwei Raumflügen (1992 STS-46 und 1994 STS-62) war er Pilot, bei seinem dritten und letzten (STS-75, 1996) Kommandant. Am 1. Oktober 1997 schied er aus der NASA aus.

## Raumflüge

### Flug mit STS-46
Am 31. Juli 1992 startete die Mission von der Startrampe 39-B des Kennedy Space Center in eine Bahnhöhe von 426 Kilometern. Nach dem Lösen einiger technischer Probleme wurde die europäische Plattform EURECA ausgesetzt. Ebenfalls ausgesetzt wurde der US-amerikanisch-italienische Fesselsatellit TSS-1, der jedoch zurückgeholt werden musste, da das Seil sich nur ca. ein Zehntel seiner Länge (20 Kilometer) abrollte. Außerdem wurden kleinere Experimente abgehalten. Nach 7 Tagen, 23 Stunden und 15 Minuten kehrte Allens erste Mission am 8. August 1992 zum KSC zurück.

### Flug mit STS-62
Am 4. März 1994 startete die Mission zu Forschungszwecken von der Startrampe 39-B im Kennedy Space Center. Nach der Ausführung der Experimente kehrte Allens zweite Mission zur Erde zurück. Die Landung in Florida erfolgte am 18. März 1994. Allen und der Rest der Mannschaft waren 13 Tage, 23 Stunden und 16 Minuten unterwegs gewesen.

### Flug mit STS-75
Am 22. Februar 1996 startete die Mission von der Startrampe 39-B des Kennedy Space Centers in eine Bahnhöhe von 296 Kilometern. Neben kleineren Experimenten auf verschiedenen wissenschaftlichen Gebieten wurde der italienische Fesselsatellit TSS-1R ausgesetzt, jedoch vergeblich, da nach 19 Kilometern Entfernung das Verbindungskabel abriss, und der Satellit nicht mehr eingefangen werden konnte. Am 9. März 1996 landete Allens dritte und letzte Mission wieder auf ihrem Startplatz. Die Mission dauerte 15 Tage, 17 Stunden und 41 Minuten.

## Familie
Allen ist verheiratet und hat vier Kinder.

## Belege
- Kurzbiografie von Andrew M. Allen bei spacefacts.de
- NASA-Biografie von Andrew M. Allen (englisch; PDF)
- Biografie von Andrew M. Allen in der Encyclopedia Astronautica (englisch)

| Personendaten    | Personendaten                                  |
| ---------------- | ---------------------------------------------- |
| NAME             | Allen, Andrew M.                               |
| ALTERNATIVNAMEN  | Allen, Andrew Michael; Allen, Andy (Spitzname) |
| KURZBESCHREIBUNG | US-amerikanischer Astronaut                    |
| GEBURTSDATUM     | 4. August 1955                                 |
| GEBURTSORT       | Philadelphia, Pennsylvania                     |